# (12199) Sohlman
(12199) Sohlman (1980 TK6) – planetoida z pasa głównego asteroid okrążająca Słońce w ciągu 3,77 lat w średniej odległości 2,42 j.a. Odkryta 8 października 1980 roku.